# Chuvisca
Chuvisca es un municipio brasileño situado en el estado de Rio Grande do Sul. Según el censo de 2022, tiene una población de 4597 habitantes.
Ocupa una superficie de 220.47 km².